# Välkomstskylt

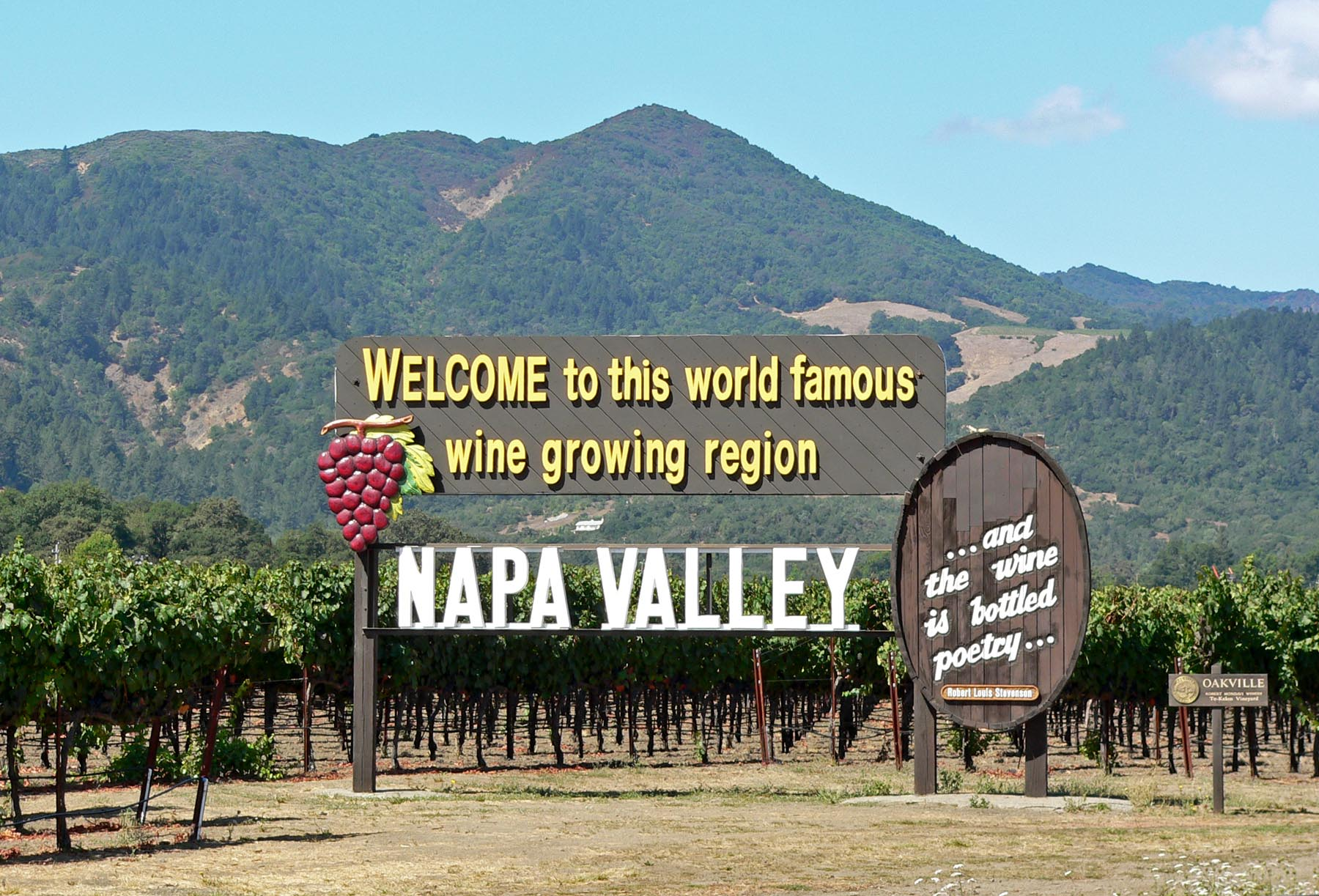
Välkomstskylt i Napa Valley i Kalifornien i USA

En välkomstskylt är en vägskylt som välkomnar besökare, oftast bilister, till en geografisk plats. De finns exempelvis oftast vid stater, delstater, provinser, kommuner eller städer, men har blivit allt vanligare även i exempelvis stadsdelar.

### Fotnoter
1. ↑  David McGee (11 april 2009). ”Downtown Bristol to get Gateway Sign” (på engelska). Tricities. http://www.tricities.com/news/article_85a3d893-817b-5b38-ae0d-ddf3b1e688be.html?mode=story. Läst 13 april 2009.